# الهاربة (فلم)
الهاربة فيلم مصري تم انتاجه في 20/أكتوبر/1958.

## طاقم العمل

### الممثلين
- شادية
- شكري سرحان
- زكي رستم
- عبد المنعم إبراهيم
- كريمان
- فردوس محمد
- عبد العليم خطاب
- عزيز ناصر
- علي رضا
- فيفي سعيد
- فيفي يوسف
- عيسى أحمد
- محمد صبيح
- إبراهيم فوزي

### إنتاج
- اتحاد السينمائيين (إنتاج)
- حسن رمزي (إنتاج)
- عبد المقصود فرجاني. (الشئون الادارية والمالية)
- يوسف عبيد (مساعد منتج)
- محمد العشري (مساعد منتج)
- فهمي داود. (مدير الإنتاج)

### موسيقى
- شادية (غناء)
- فتحي قورة (كلمات الأغاني)
- مرسي جميل عزيز (كلمات الأغاني)
- منير مراد (ألحان)
- محمد الموجي (الألحان)

### مونتاج
- سعيد الشيخ
- حسين عفيفي
- عباس حلمي (مهندس المناظر)
- إبراهيم المنياوي سكرييت)
- مارسيل صالح (مونتاج نيجاتيف)
- رشيدة عبد السلام (تركيب الفيلم)
- علي امام. (مساعد ماكير)

### تصوير
- زكريا منصور (المصور)
- محمد شاكر (مساعد مصور)

### الشؤون الادارية والمالية
- عبد المقصود فرجاني

### المعمل
- استديو الأهرام (الطبع والتحميض)
- عزيز فاضل (مهندس الاستديو والصوت)
- توتو خوري (مدير المعمل]

### توزيع
- شركة أفلام النصر